# 朝日小川ダム
朝日小川ダム（あさひおがわダム）は、富山県下新川郡朝日町、二級河川・小川水系小川に建設されたダム。高さ84メートルの重力式コンクリートダムで、洪水調節・不特定利水・水力発電を目的とする、富山県営の多目的ダム（補助多目的ダム）である。目的のうち水力発電については北陸電力が担当する。ダム湖（人造湖）の名はあさひ小川湖（あさひおがわこ）という。

## 歴史
富山県朝日町内を流れる小川では、治水のための河川改修を1941年（昭和16年）より行ってきたが、事業の完成を見るまでに何度か水害に襲われていた。朝日小川総合開発事業を計画した富山県は、朝日小川ダムの建設によって抜本的な治水対策を図ることとした。計画高水流量をダム建設地点において430立方メートル毎秒と見積もり、洪水調節量を240立方メートル毎秒に設定。また、小川の水を利用している用水路への補給のため、不特定利水も目的の一つに盛り込まれた。
事業には北陸電力も参画した。同社はオイルショックを機に石油火力発電偏重の発電所構成を見直し、水力発電所の建設および再開発を目的とした調査を各地で進めていた。小川においては、朝日小川ダムより取水して発電する朝日小川第二発電所に加え、近隣を流れる黒薙川（黒部川水系の河川で、黒部川の支流）に北又（きたまた）ダムを建設し、小川に導水して発電する朝日小川第一発電所の建設を計画。1979年（昭和54年）に調査を開始した。同様の計画は以前に関西電力が検討していたが、地元の反対を受けて断念している。このため現在の音沢発電所および出し平ダムに計画変更されたわけであるが、朝日町では発電所誘致の動きがあった。北陸電力は事業について検討し、黒部川における既存の水利用にはもちろん、宇奈月ダム（国土交通省直轄ダム）での上水道用水確保に影響を及ぼさないことを条件に地元との交渉を重ね、1982年（昭和57年）に解決を見せた。
富山県は1971年（昭和46年）度に予備調査に着手。1978年（昭和53年）度より朝日小川ダムの建設を開始し、1989年（平成元年）10月末から1990年（平成2年）1月初旬にかけて試験湛水が完了し、同年11月8日に完成した。ダム本体工事にはRCD工法が用いられており、この経験は後の境川ダム（富山県営ダム）の建設に活かされることになる。一方、北陸電力も1980年（昭和55年）、黒薙川（北又谷川）において北又ダムの建設に着手。1986年（昭和61年）に完成し、朝日小川第一発電所が運転を開始した。朝日小川第二発電所も朝日小川ダム完成とともに運転を開始し、合計最大5万7,000キロワットの電力を発生できるようになった。

## 周辺
北陸自動車道・朝日インターチェンジから小川沿いの富山県道45号黒部朝日公園線を進むと、朝日小川ダムに至る。上流には小川温泉があり、入浴すれば子宝に恵まれるという伝承がある。また、下流にはハーブ園の「ハーバルバレーおがわ」がある。ダムに貯えた水は下流の朝日小川第二発電所を通じて放流される。発電所の構内には「さざれ石の庭」があり、地質学者でNPO法人の富山県自然保護協会会長も務めた深井三郎の意思が碑文として残されている。なお、ダム直下からも少量の水が常時放流されている。
朝日小川第一発電所を通じて朝日小川ダムに水を注いでいるのが、北又ダムである。高さ35メートルの重力式コンクリートダムで、北陸電力の発電用ダムである。朝日小川ダムのある小川ではなく、黒部川水系黒薙川（北又谷川）という別の川にある。小川温泉から先の北又林道がマイカー規制されている関係上、北又ダムを訪れるには小川温泉から徒歩あるいはタクシーを利用する必要がある。北又ダムは朝日県立自然公園内に位置し、豊かな自然環境を損ねることのないよう配慮した上で設計・建設されている。周辺にはキャンプ場のほか、北又小屋があり、朝日岳登山の拠点として利用されている。
1984年10月23日に北又ダムの定礎式が挙行され、1986年10月頃のダム完成に伴い、同年10月31日に朝日小川第一発電所の運転が開始された。2014年11月14日には、河川の水量を維持するための放流水を活用した北又ダム発電所（2013年6月着工、出力130kw）が営業運転を開始した。